# Jennifer Falk
Jennifer Falk (1993. április 26. –) világbajnoki bronzérmes svéd női labdarúgó. A BK Häcken kapusa.

## Pályafutása

### A válogatottban
2020. március 7-én léphetett először pályára a válogatottban, a Dánia ellen elvesztett Algarve-kupa mérkőzésen.

## Sikerei

### Klubcsapatokban
Svéd bajnok (1):
- BK Häcken (1): 2020

 Svéd kupagyőztes (1):
- BK Häcken (2): 2019, 2020

### A válogatottban
Svédország
- Világbajnoki bronzérmes (1): 2019
- Olimpiai ezüstérmes (1): 2020[3]